# Ultimate Kaos
Ultimate Kaos was een Britse Boyband uit de jaren 90, opgericht door Simon Cowell. De band werd gevormd door Haydon Eshun, Jomo Baxter, Jayde Delpratt, Ryan Elliott en Nick Grant. 
Ultimate Kaos is in 1992 opgericht. De meeste leden waren nog erg jong. Haydon Eshun was zelfs pas negen jaar oud. Het duurde jaren voor dat ze uiteindelijk bekend werden. 
Het nummer Casanova dat in 1997 al eens uit werd gebracht, werd in 1998 pas een grote hit over geheel Europa. Het nummer is een cover van de Amerikaanse R&B- en soulgroep LeVert die het origineel in 1987 uitbrachten. Hun album The kaos theory uit 1998 werd erg goed verkocht. In 2000 stopten de jongens met hun band.

## Discografie

### Albums
| Album met eventuele hitnotering(en) in de Nederlandse Album Top 100 | Datum van verschijnen | Datum van binnenkomst | Hoogste positie | Aantal weken | Opmerkingen |
| ------------------------------------------------------------------- | --------------------- | --------------------- | --------------- | ------------ | ----------- |
| The kaos theory                                                     | 1998                  | 10-10-1998            | 49              | 5            |             |

### Singles
| Single met eventuele hitnotering(en) in de Nederlandse Top 40 | Datum van verschijnen | Datum van binnenkomst | Hoogste positie | Aantal weken | Opmerkingen |
| ------------------------------------------------------------- | --------------------- | --------------------- | --------------- | ------------ | ----------- |
| Casanova                                                      | 1998                  | 16-05-1998            | 2               | 11           | Alarmschijf |
| My Lover                                                      | 1998                  | 25-07-1998            | 8               | 11           |             |
| Anything You Want (I've Got It)                               | 1998                  | 03-10-1998            | tip4            | -            |             |